# كلوديا أكونا
كلوديا أكونا (بالإسبانية: Claudia Acuña)‏ هي مغنية تشيلية، ولدت في 31 يوليو 1971 في سانتياغو في تشيلي.

## وصلات خارجية
- كلوديا أكونا على موقع IMDb (الإنجليزية)
- كلوديا أكونا على موقع ميوزك برينز (الإنجليزية)
- كلوديا أكونا على موقع أول ميوزيك (الإنجليزية)
- كلوديا أكونا على موقع ديسكوغز (الإنجليزية)